# Ошупская волость
О́шупская во́лость (латыш. Ošupes pagasts) — одна из двадцати двух территориальных единиц Мадонского края Латвии. Административным центром волости является село Дегумниеки.

## География
Территория волости занимает 22 429,7 га, располагаясь на Лубанской равнине Восточно-Латвийской низменности. Рельеф равнинный, низшая точка находится на высоте 92,3 м над уровнем моря, высшая — 105,4 м над уровнем моря.
Ошупская волость охватывает северо-западную часть акватории крупнейшего озера Латвии — Лубанс.

## История
В 1945 году на части Лубанской волости Мадонского уезда был сформирован Ошупский сельсовет. После введения на территории Латвии районного деления, Ошупский сельсовет входил в состав Цесвайнского (1949—1956) и Мадонского (с 1956 года) районов. Территория сельсовета была расширена за счёт присоединения ликвидированного Звидзенского сельсовета (1954) и части ликвидированного Мейранского сельсовета (1979).
В 1990 году Ошупский сельсовет был реорганизован в волость. В 2009 году, при расформировании Мадонского района, волость вошла в состав Мадонского края.